# Andrej Abduvaljev
Andrej Chacimovitj Abduvaljev (ryska: Андрей Хакимович Абдувалиев), född den 30 juni 1966 i Leningrad, Ryska SSR, Sovjetunionen är en uzbekisk före detta sovjetisk och tadzjikisk friidrottare (släggkastare).
Abduvaljev började tävla för Sovjetunionen och efter dess upplösning tävlade han för Tadzjikistan fram till och med 1997 då han bytte nationalitet till Uzbekistan.
Abduvaljev tillhörde världseliten i slägga och är en av dem genom alla tider som kastat längst med sina 83,46 från 1990. Abduvaljev vann såväl OS-guld 1992 som VM-guld två gånger 1993 och 1995.